# Stig Holmås

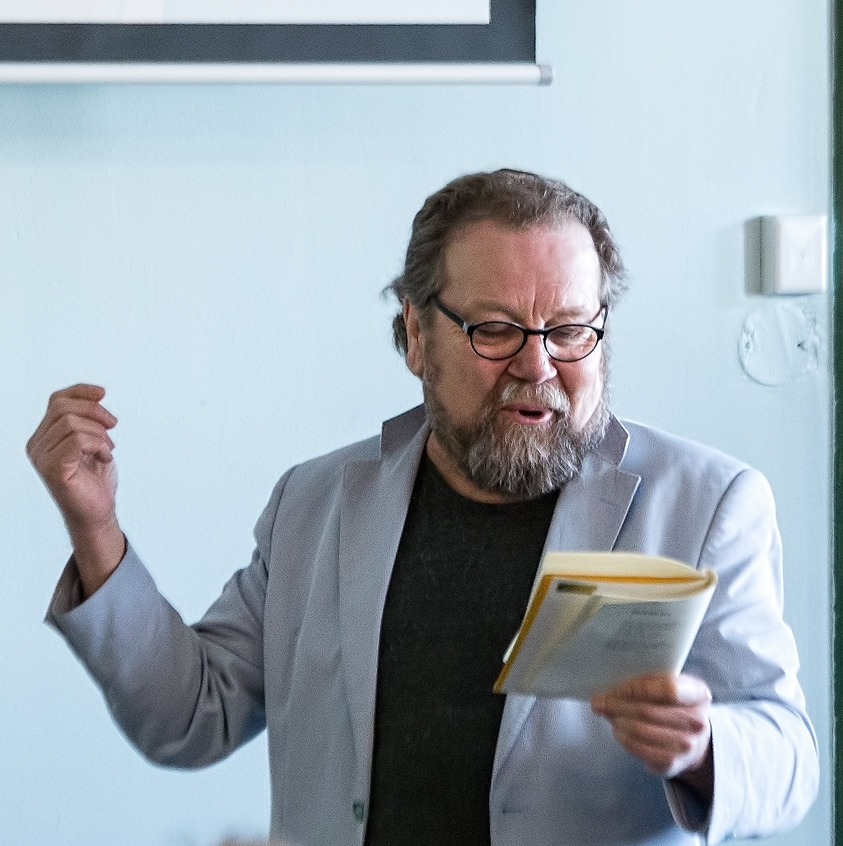

Stig Holmås född 25 februari 1946 i Bergen, är en norsk bibliotekarie och författare av lyrik, romaner, noveller, drama och barn- och ungdomslitteratur. Han är far till SV-politikern Heikki Holmås.
1982 mottog han Kultur- och kyrkodepartementets priser för barn- och ungdomslitteratur för Vinterhauk og ildvannet, den första i en serie lättlästa ungdomsböcker om apacheindianernas historia och kultur. 
Hans böcker har bland annat blivit översatta till engelska, finska, danska och svenska.